# Vela di strallo
La vela di strallo (o vela di straglio) è un tipo di vela utilizzato nei velieri antichi, ormai non più usata sulle moderne imbarcazioni.
Il suo lato prodiero veniva inferito negli stragli da cui prendeva il nome specifico (vela di straglio di gabbia, di velaccio ecc.). La forma era triangolare; funzionava in modo simile ad un fiocco, ma alcuni libri riportano anche forme trapezoidali.